# وينديل هاريسون
وينديل هاريسون (بالإنجليزية: Wendell Harrison)‏ هو عازف كلارينيت ومنتج أسطوانات وملحن أمريكي، ولد في 1 أكتوبر 1942 في ديترويت في الولايات المتحدة.

## وصلات خارجية
- الموقع الرسمي
- وينديل هاريسون على موقع ميوزك برينز (الإنجليزية)
- وينديل هاريسون على موقع أول ميوزيك (الإنجليزية)
- وينديل هاريسون على موقع ديسكوغز (الإنجليزية)